# セスナ 182
セスナ 182
セスナ 182T スカイレーン
- 用途：軽飛行機
- 製造者：セスナ社
- 運用者：個人、航空機使用事業者など
- 初飛行：1955年9月
- 生産数：23,237機以上
- 運用状況：運用中

セスナ 182 スカイレーン(Cessna 182 Skylane)は、セスナ社が製造している4座席の単発プロペラ軽飛行機。同社の172スカイホークに次ぐ人気モデルとして知られている。

## 概要
モデル170がモデル172へと発展したのと同様に、本機はモデル180をベースとしている。180は170のエンジンを強化したモデルで、高性能かつSTOL性を備えた多用途機を狙って開発された機体だった。セスナ社の設計チームは、180には高級自家用機およびビジネス機としての可能性もあると考え、降着装置を前輪式に変更した機体を開発した。これがモデル182であり、1955年9月に初飛行した。その2年後に登場した182Aからは、スカイレーンの愛称も与えられた。
外見は172とよく似ており、一見すると区別がつきにくいが、182の方が強力かつ大型のエンジンを搭載しており、全長は182の方が若干長い。また、ラダーの長さも短い（172は水平尾翼の下にまで伸びているが、182は水平尾翼の上で止まっている）。

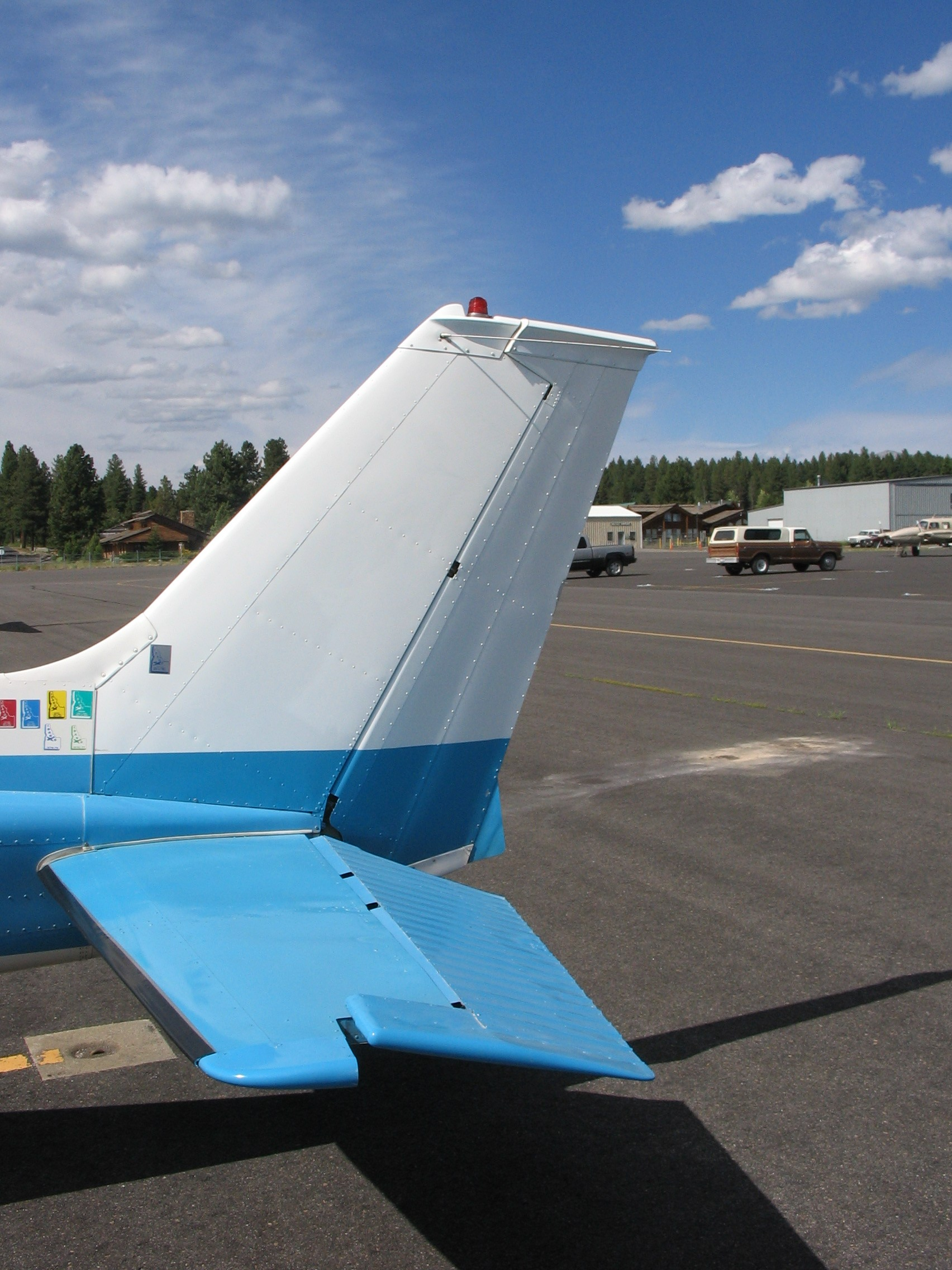
セスナ 172のラダーは、水平尾翼の下まで伸びている
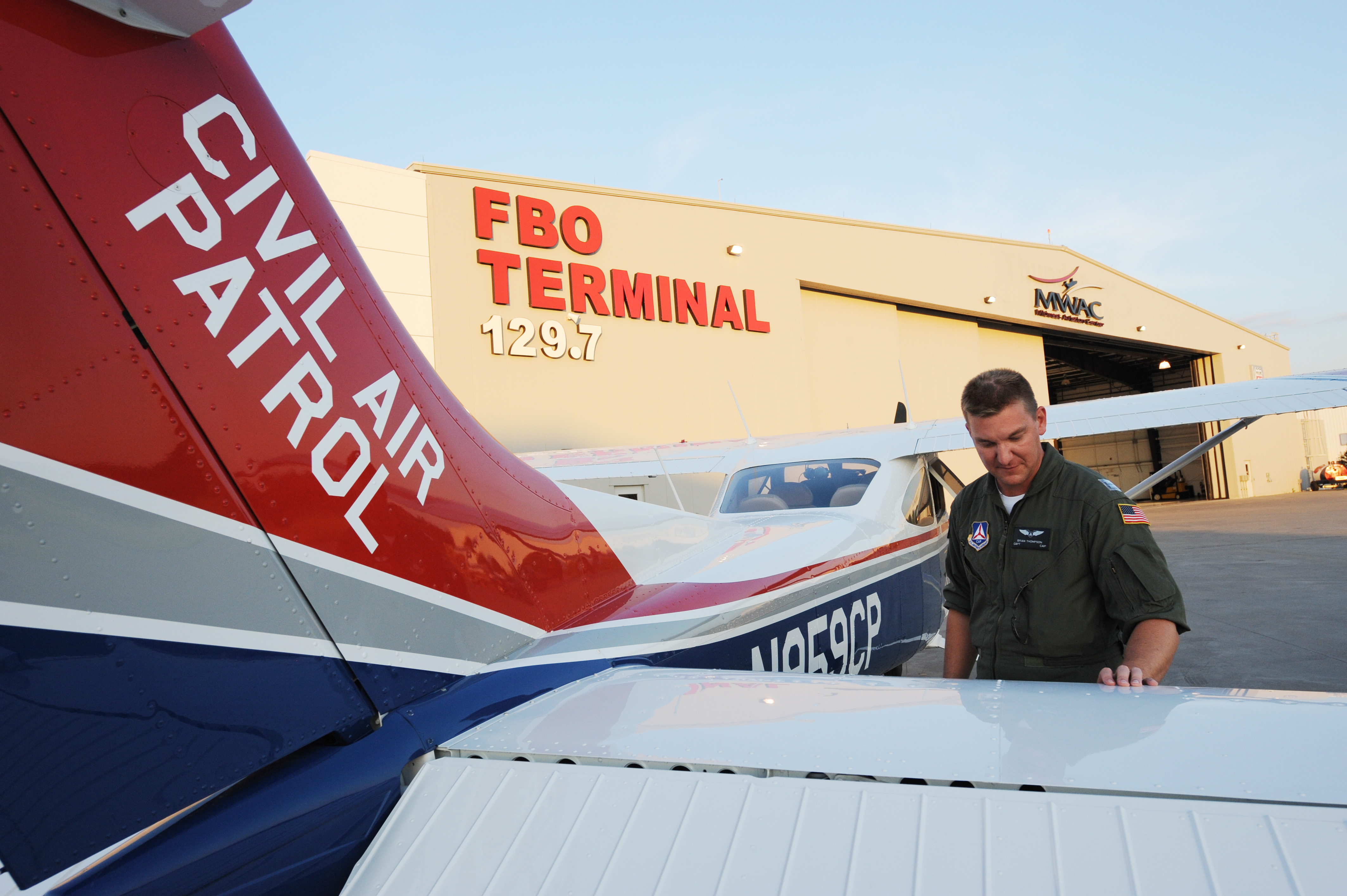
セスナ 182のラダーは、水平尾翼の上までしか伸びていない

172と同様、年を経るに従い少しずつ改良が加えられ（特に1960年代はセスナ社の意向で当時の自動車メーカーと同様に毎年新しいモデルを売り出していた）、製造物責任法による経営危機で一時期172共々生産を中止していた時期こそあったものの、現在も生産が続けられている。

## 派生型

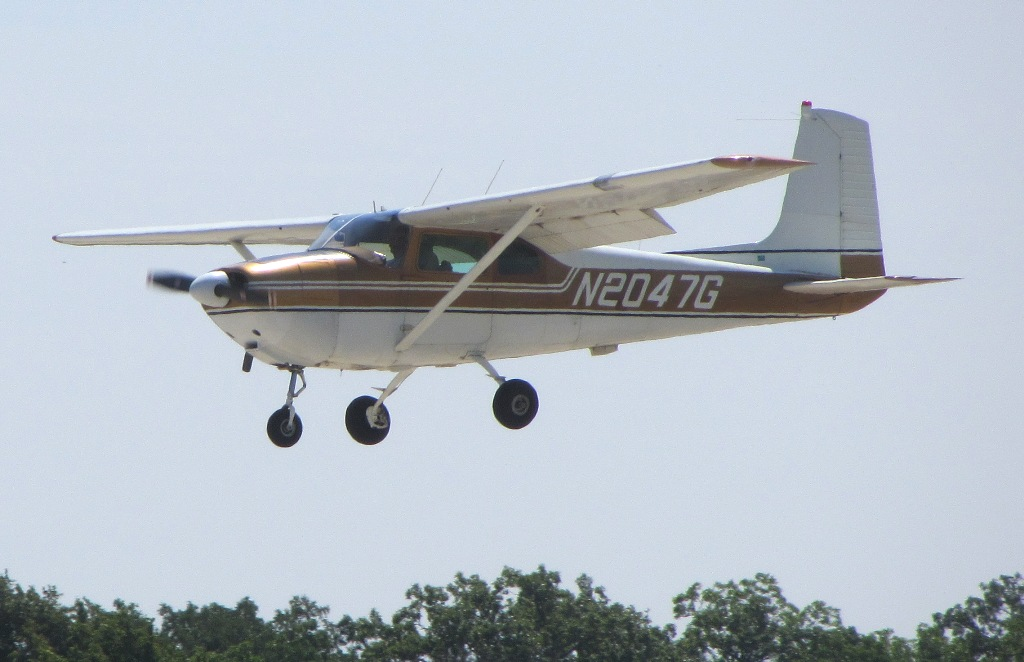
セスナ 182A

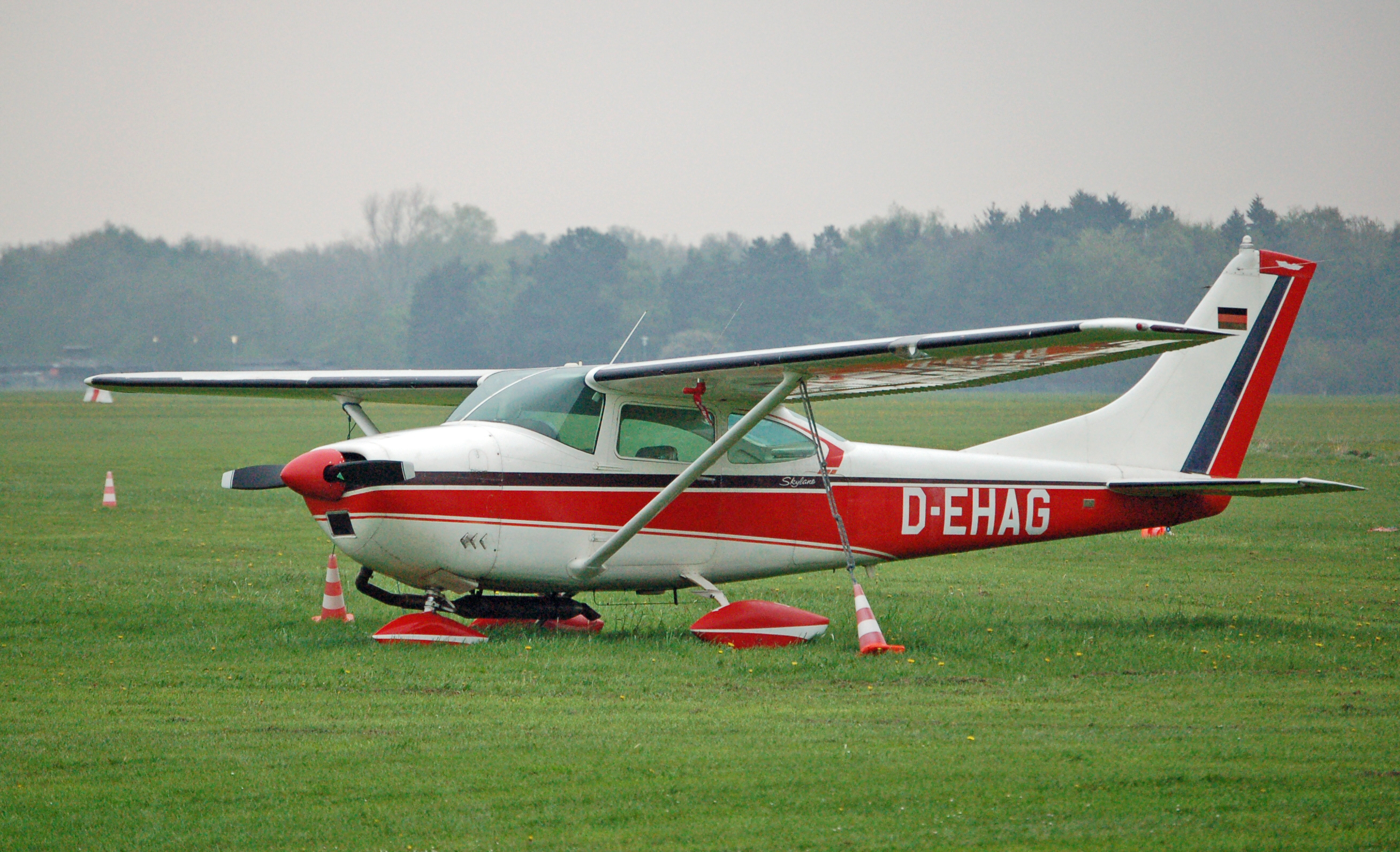
セスナ 182G

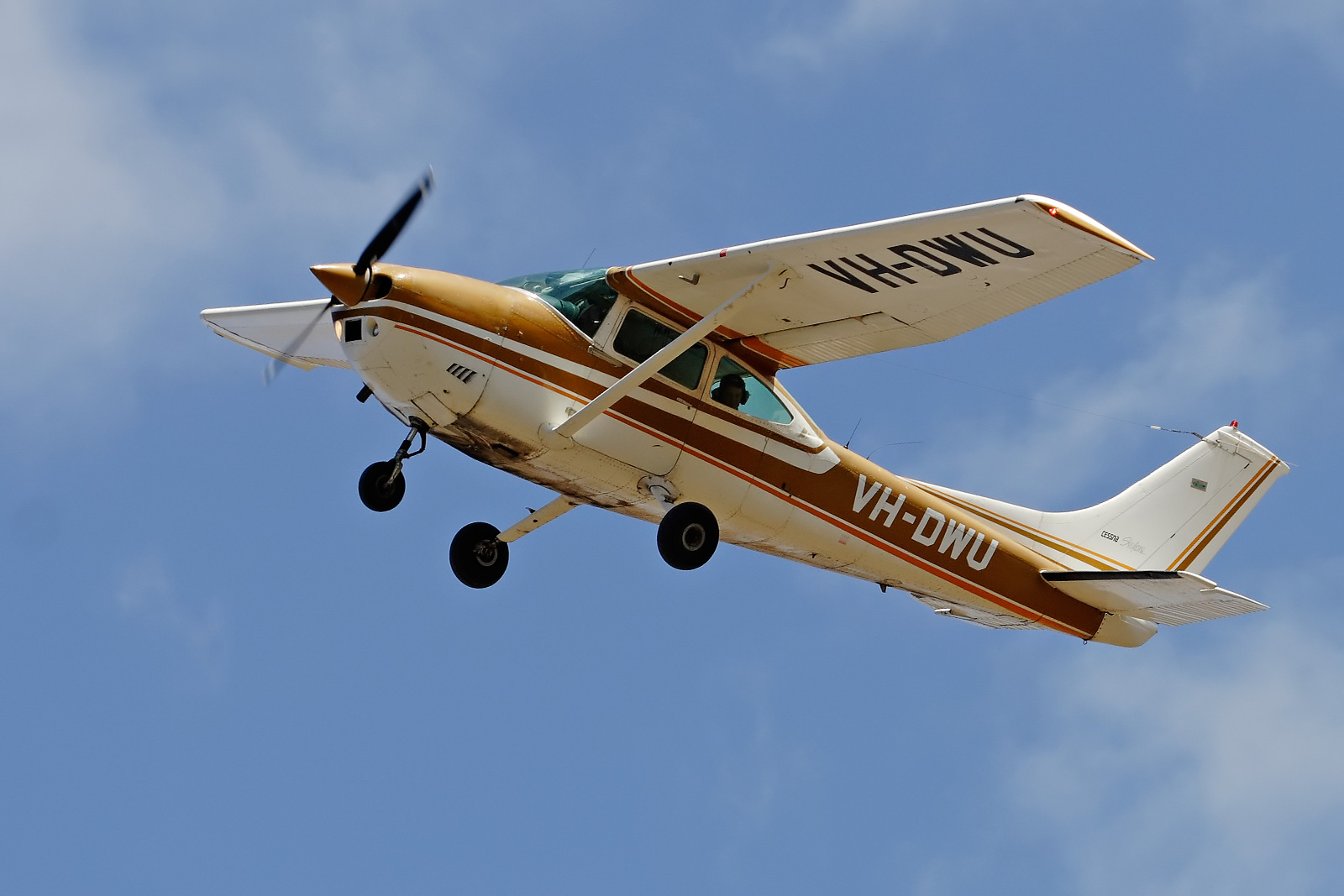
セスナ 182P

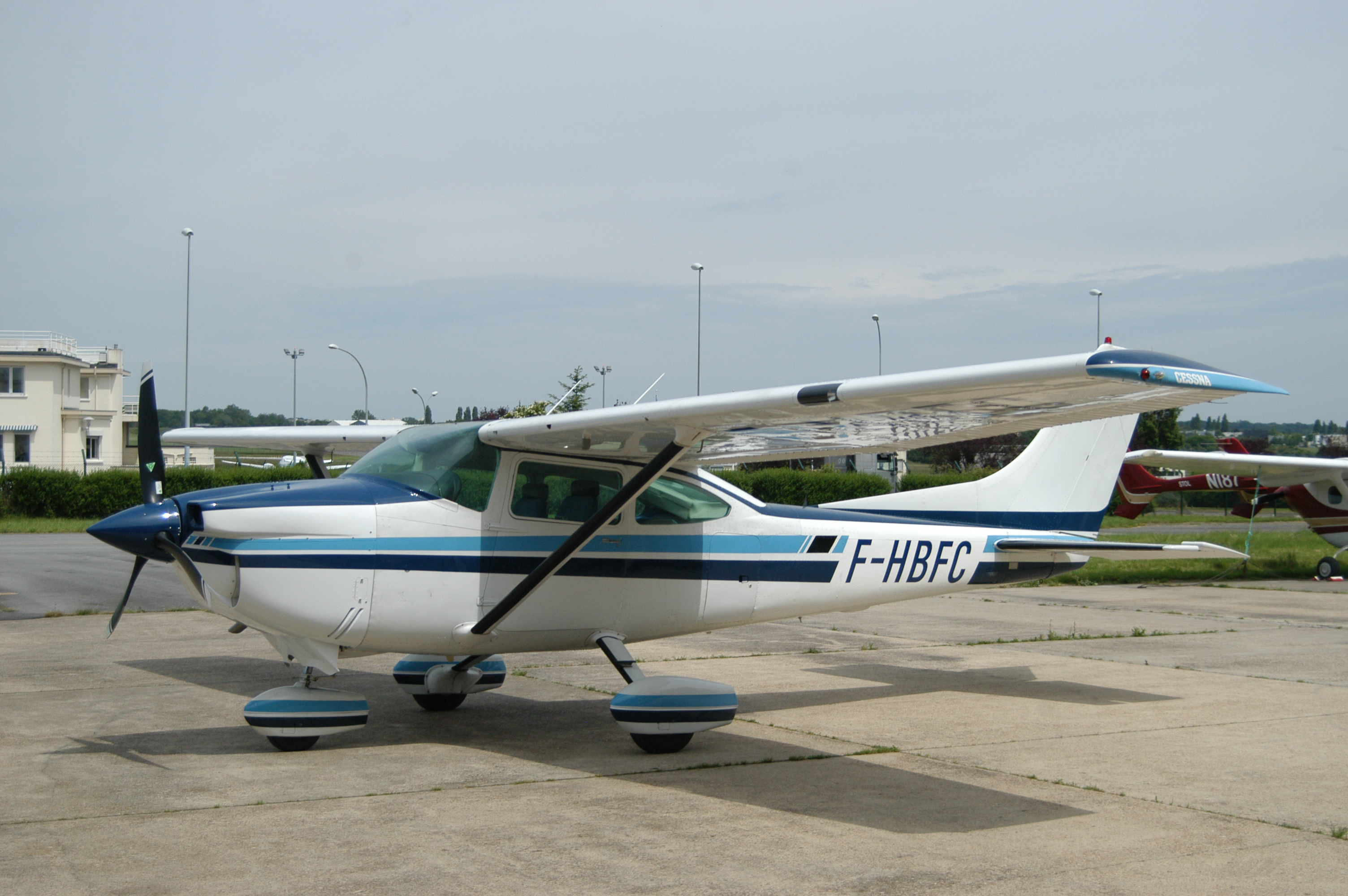
SMA SR305-230エンジンを搭載したセスナ 182Q 最新型のT182JT-Aはこれとほぼ同様の外見をしている

182
最初の量産型。エンジンはコンチネンタル製O-470-R(230hp)を搭載。1956年に発売開始し、843機生産。
182A
1957年に発売。地上での安定性を向上させるため降着装置を短くして幅を広くしたほか、機外からの手荷物ドアを設置。1,713機生産。
182B
カウリングに小さな変更を加えた1959年モデル。802機生産。
182D
1960年に発売。後退角付きの垂直尾翼を装備し、降着装置をさらに短縮。591機生産。
182E
182ファミリーの販売機数の落ち込みを食い止めるべく、1962年に発売。胴体の幅を広げてキャビン後方から尾翼までを低くし、後部キャビン窓を設置した「オムニビジョン」キャビンを導入。エンジンはO-470-Rに変更。826機生産。
182F
635機生産。
182G
一枚式の後部キャビン窓を設置し、キャビン後方側面に窓を追加。786機生産。
182H
尖ったプロペラスピナーを装備。840機生産。
182J
垂直尾翼を細くした。885機生産。アルゼンチンのDINFIA社でもA182Jの名称で少数が製造された。
182K
垂直尾翼の先端を改修。840機生産。DINFIA社でもA182Kの名称で少数が製造された。
182L
800機生産。DINFIA社でもA182Lの名称で少数が製造された。
182M
750機生産。
182N
770機生産。DINFIA社でもA182Nの名称で少数が製造された。
182P
1971年発売。鋼製チューブの降着装置を採用、主翼前縁のキャンバー、機首の着陸灯を追加。1973年からは垂直尾翼のフィレットを延長。4,350機生産。フランスのランス・アビアシオン社でもF182Pの名称で少数が製造された。
182Q
スパッツを設計し直し、エンジンをO-470-Sへ変更。2,540機生産。ランス社でもF182Qの名称で少数が製造された。
182R
900機生産。
R182 スカイレーンRG
182Qをベースに降着装置を引き込み脚へ変更。2,041機生産。ランス社でもFR182の名称で少数が製造された。
182S
1996年に発売。エンジンは燃料噴射装置を備えたライカミング製IO-540-AB1A5を搭載。
182T
2001年に発売。
T182 ターボ・スカイレーン
1980年に発売。ターボチャージャー付きのライカミング製0-540-L3C5Dエンジン(235hp)を搭載。
T182T ターボ・スカイレーン
2001年に発売。ターボチャージャーと燃料噴射装置を備えたライカミング製TIO-540-AK1Aエンジンを搭載。
TR182 ターボ・スカイレーンRG
T182をベースに降着装置を引き込み脚へ変更。
T182JT-A ターボ・スカイレーンJT-A
最新型。SMA製のSR305-230ディーゼルエンジン(227hp)を搭載。
WREN460（ピーターソン260SE）
182Gをベースに機首にカナード翼を備えたピーターソン社製のSTOL能力強化機。

## 採用国（軍用）
- アフガニスタン
- アルゼンチン
- ベリーズ - 2024年時点で、ベリーズ国防軍が1機のセスナ182スカイレーンを保有（稼働状態は疑問）[1]。
- カナダ
- ドミニカ共和国 - 2024年時点で、ドミニカ共和国空軍が1機のセスナ182を保有[2]。
- ドバイ首長国
- エクアドル
- エルサルバドル
- グアテマラ
- ホンジュラス
- ウルグアイ
- ベネズエラ

## 要目（T182JT-A ターボ・スカイレーンJT-A）
- 全長：8.68 m
- 全幅：10.97 m
- 全高：2.84 m
- 翼面積：16 m2
- 基本運航重量 : 949 kg
- 最大離陸重量 : 1,406 kg
- エンジン：SMA SR305-230 ディーゼルエンジン(227hp) × 1
- 最大巡航速度：287 km/h
- 最大運用高度：6,096 m
- 航続距離：2,519 km
- 乗客：最大3名
- 乗員：1名